# 承德 (日本)
承德（1097年12月27日~1099年9月15日）是日本的年號之一。使用這個年號的天皇是堀河天皇，由白河上皇實施院政。

## 改元
- 永長二年十一月二十一日（1097年12月27日） 改元承德。
- 承德三年八月二十八日（1099年9月15日） 改元康和。

## 出處
- 《易經·蠱》：「象曰：幹父用譽，承以德也。」

## 紀年、西曆、干支對照表
| 承德 | 元年   | 二年   | 三年   |
| 公元 | 1097年 | 1098年 | 1099年 |
| 干支 | 丁丑   | 戊寅   | 己卯   |